# بلاوشتاین
بلاوشتاین (به آلمانی: Blaustein) یک شهر در آلمان است که در الب-دانو-کریس واقع شده‌است. بلاوشتاین ۱۵٬۳۰۳ نفر جمعیت دارد.

## خواهرخوانده
شهرهای Moustoir-Remungol و Cernat خواهرخوانده‌های بلاوشتاین هستند.